# Abisara chelina
Abisara chelina är en fjärilsart som beskrevs av Hans Fruhstorfer 1904. Abisara chelina ingår i släktet Abisara och familjen Riodinidae. Inga underarter finns listade i Catalogue of Life.